# La Magdeleine
La Magdeleine – miejscowość i gmina we Włoszech, w regionie Dolina Aosty, w dolinie Valtournenche w Alpach Pennińskich.
Według danych na styczeń 2009 gminę zamieszkiwało 105 osób przy gęstości zaludnienia 11,8 os./1 km².